# Arnegisclo
Arnegisclo (... – 447) è stato un generale bizantino.

## Biografia
Era padre di Anagaste ed era quindi presumibilmente di origini gotiche. Fece carriera nell'esercito romano-orientale raggiungendo il grado di magister militum per Thracias (comandante dell'esercito campale di Tracia). Nel 441 uccise con il tradimento il magister militum Giovanni il Vandalo.
Nel 447 dovette affrontare la rabbiosa invasione dell'Impero ad opera degli Unni di Attila, furenti perché Teodosio II aveva smesso di pagare il tributo agli Unni: si scontrò con le orde di Attila in Dacia Ripense presso il fiume Utus e perì nello scontro, insieme al suo esercito, combattendo coraggiosamente.